# Matthew Pinsent
Sir Matthew Clive Pinsent (ur. 30 października 1970 w Holt) – brytyjski wioślarz, czterokrotny złoty medalista olimpijski.
W 1990 zaczął pływać w jednej łodzi ze Steve’em Redgrave’em. Był już wówczas medalistą mistrzostw świata, w następnych latach razem zdominowali rywalizację w tej osadzie, sięgając m.in. po dwa złota igrzysk olimpijskich. Po olimpiadzie w Atlancie „przesiadł się” do czwórki i wywalczył kolejne dwa złote medale igrzysk. Po IO 04 zakończył karierę. Łącznie zdobył 10 złotych krążków mistrzostw świata.